# Petkelsaari (ö i Norra Karelen)
Petkelsaari är en ö i Finland. Den ligger i sjön Petkeljärvi och i kommunen Ilomants i den ekonomiska regionen  Joensuu ekonomiska region  och landskapet Norra Karelen, i den sydöstra delen av landet, 400 km nordost om huvudstaden Helsingfors. Öns area är 0,4 hektar och dess största längd är 190 meter i nord-sydlig riktning.